# Unicode一覧表
Unicode一覧表とは、Unicodeに収録されている文字の一覧表である。

## Unicode一覧表

### 第0面
第0面（Plane 0）は、基本多言語面（英:Basic Multilingual Plane; BMP）である。
- Unicode一覧 0000-0FFF（U+0000からU+0FFFまで）
- Unicode一覧 1000-1FFF（U+1000からU+1FFFまで）
- Unicode一覧 2000-2FFF（U+2000からU+2FFFまで）
- Unicode一覧 3000-3FFF（U+3000からU+3FFFまで）
- Unicode一覧 4000-4FFF（U+4000からU+4FFFまで）
- Unicode一覧 5000-5FFF（U+5000からU+5FFFまで）
- Unicode一覧 6000-6FFF（U+6000からU+6FFFまで）
- Unicode一覧 7000-7FFF（U+7000からU+7FFFまで）
- Unicode一覧 8000-8FFF（U+8000からU+8FFFまで）
- Unicode一覧 9000-9FFF（U+9000からU+9FFFまで）
- Unicode一覧 A000-AFFF（U+A000からU+AFFFまで）
- Unicode一覧 B000-BFFF（U+B000からU+BFFFまで）
- Unicode一覧 C000-CFFF（U+C000からU+CFFFまで）
- Unicode一覧 D000-DFFF（U+D000からU+DFFFまで）
- Unicode一覧 E000-EFFF（U+E000からU+EFFFまで）
- Unicode一覧 F000-FFFF（U+F000からU+FFFFまで）

### 第1面
第1面（Plane 1）は、追加多言語面（英:Supplementary Multilingual Plane; SMP）である。
- Unicode一覧 10000-10FFF（U+10000からU+10FFFまで）
- Unicode一覧 11000-11FFF（U+11000からU+11FFFまで）
- Unicode一覧 12000-12FFF（U+12000からU+12FFFまで）
- Unicode一覧 13000-13FFF（U+13000からU+13FFFまで）
- Unicode一覧 14000-14FFF（U+14000からU+14FFFまで）
- Unicode一覧 15000-15FFF（U+15000からU+15FFFまで）
- Unicode一覧 16000-16FFF（U+16000からU+16FFFまで）
- Unicode一覧 17000-17FFF（U+17000からU+17FFFまで）
- Unicode一覧 18000-18FFF（U+18000からU+18FFFまで）
- Unicode一覧 19000-19FFF（U+19000からU+19FFFまで）
- Unicode一覧 1A000-1AFFF（U+1A000からU+1AFFFまで）
- Unicode一覧 1B000-1BFFF（U+1B000からU+1BFFFまで）
- Unicode一覧 1C000-1CFFF（U+1C000からU+1CFFFまで）
- Unicode一覧 1D000-1DFFF（U+1D000からU+1DFFFまで）
- Unicode一覧 1E000-1EFFF（U+1E000からU+1EFFFまで）
- Unicode一覧 1F000-1FFFF（U+1F000からU+1FFFFまで）

### 第2面
第2面（Plane 2）は、追加漢字面（英:Supplementary Ideographic Plane; SIP）である。
- Unicode一覧 20000-20FFF（U+20000からU+20FFFまで）
- Unicode一覧 21000-21FFF（U+21000からU+21FFFまで）
- Unicode一覧 22000-22FFF（U+22000からU+22FFFまで）
- Unicode一覧 23000-23FFF（U+23000からU+23FFFまで）
- Unicode一覧 24000-24FFF（U+24000からU+24FFFまで）
- Unicode一覧 25000-25FFF（U+25000からU+25FFFまで）
- Unicode一覧 26000-26FFF（U+26000からU+26FFFまで）
- Unicode一覧 27000-27FFF（U+27000からU+27FFFまで）
- Unicode一覧 28000-28FFF（U+28000からU+28FFFまで）
- Unicode一覧 29000-29FFF（U+29000からU+29FFFまで）
- Unicode一覧 2A000-2AFFF（U+2A000からU+2AFFFまで）
- Unicode一覧 2B000-2BFFF（U+2B000からU+2BFFFまで）
- Unicode一覧 2C000-2CFFF（U+2C000からU+2CFFFまで）
- Unicode一覧 2D000-2DFFF（U+2D000からU+2DFFFまで）
- Unicode一覧 2E000-2EFFF（U+2E000からU+2EFFFまで）
- Unicode一覧 2F000-2FFFF（U+2F000からU+2FFFFまで）

### 第3面
第3面（Plane 3）は、第三漢字面（英:Tertiary Ideographic Plane; TIP）である。
- Unicode一覧 30000-30FFF（U+30000からU+30FFFまで）
- Unicode一覧 31000-31FFF（U+31000からU+31FFFまで）
- Unicode一覧 32000-32FFF（U+32000からU+32FFFまで）
- Unicode一覧 33000-33FFF（U+33000からU+33FFFまで）
- Unicode一覧 34000-34FFF（U+34000からU+34FFFまで）
- Unicode一覧 35000-35FFF（U+35000からU+35FFFまで）
- Unicode一覧 36000-36FFF（U+36000からU+36FFFまで）
- Unicode一覧 37000-37FFF（U+37000からU+37FFFまで）
- Unicode一覧 38000-38FFF（U+38000からU+38FFFまで）
- Unicode一覧 39000-39FFF（U+39000からU+39FFFまで）
- Unicode一覧 3A000-3AFFF（U+3A000からU+3AFFFまで）
- Unicode一覧 3B000-3BFFF（U+3B000からU+3BFFFまで）
- Unicode一覧 3C000-3CFFF（U+3C000からU+3CFFFまで）
- Unicode一覧 3D000-3DFFF（U+3D000からU+3DFFFまで）
- Unicode一覧 3E000-3EFFF（U+3E000からU+3EFFFまで）
- Unicode一覧 3F000-3FFFF（U+3F000からU+3FFFFまで）

### 第4面から第13面まで
第4面（Plane 4）から第13面（Plane 13）までは、将来の標準化のために保留されている。

### 第14面
第14面（Plane 14）は、追加特殊用途面（英:Supplementary Special‐purpose Plane; SSP）である。
- Unicode一覧 E0000-E0FFF（U+E0000からU+E0FFFまで）
- Unicode一覧 E1000-E1FFF（U+E1000からU+E1FFFまで）
- Unicode一覧 E2000-E2FFF（U+E2000からU+E2FFFまで）
- Unicode一覧 E3000-E3FFF（U+E3000からU+E3FFFまで）
- Unicode一覧 E4000-E4FFF（U+E4000からU+E4FFFまで）
- Unicode一覧 E5000-E5FFF（U+E5000からU+E5FFFまで）
- Unicode一覧 E6000-E6FFF（U+E6000からU+E6FFFまで）
- Unicode一覧 E7000-E7FFF（U+E7000からU+E7FFFまで）
- Unicode一覧 E8000-E8FFF（U+E8000からU+E8FFFまで）
- Unicode一覧 E9000-E9FFF（U+E9000からU+E9FFFまで）
- Unicode一覧 EA000-EAFFF（U+EA000からU+EAFFFまで）
- Unicode一覧 EB000-EBFFF（U+EB000からU+EBFFFまで）
- Unicode一覧 EC000-ECFFF（U+EC000からU+ECFFFまで）
- Unicode一覧 ED000-EDFFF（U+ED000からU+EDFFFまで）
- Unicode一覧 EE000-EEFFF（U+EE000からU+EEFFFまで）
- Unicode一覧 EF000-EFFFF（U+EF000からU+EFFFFまで）

### 第15面および第16面
第15面（Plane 15）および第16面（Plane 16）は、私用面である。